# Noraniza Idris
Nor Aniza Binte Haji Idris conocida artísticamente como  Noraniza Idris. Es una cantante malaya conocida en su país de origen como la reina del pop. Comenzó su carrera como cantante cuando lo consideró como una boda musical, y pronto se encontró en el estudio de grabación después de participar en el RTM Bintang (en un concurso de canto) en 1985.

## Álbumes de estudio
| Álbum               | Canción | Composición | Letrista |
| ------------------- | --- | --- | --- |
| Ala Dondang (1997)  | 1. Awallah Dondang 2. Semalu Rimba 3. Joget Orang Berkasih 4. Rindu 5. Mustika Hati 6. Purnama 7. Mahligai Asli 8. Padamu Jua 9. Embun Setitik 10. Inang Merindu | - Anak Sarawak - Khalil Sharif - S. Atan - Fandi - Pak Atan Ahmad - Rahim Jantan - Pak Ngah - Jamal Abdullah - Arid - Pak Ngah                                                     | - Hairul Anuar Harun - Hairul Anuar Harun - Siso - Siso - Pak Atan Ahmad - Rahim Jantan - Lokgha - Habsah Hassan - Hairul Anuar Harun - Lokgha                                                       |
| Masyhur (1998)      | 1. Gurindam Masyhur 2. Dikir Puteri 3. Joget Berkias Kasih 4. Di Anjung Rindu 5. Joget Mengindam Rindu 6. Permata Kasih 7. Zapin Pusaka 8. Lat Tali Lat 9. Dendang Anak 10. Kisah Satu Malam 11. Dondang Dendang                                                                     | - Pak Ngah - S. Atan - Rahim Jantan - Raja Kobat - S.M. Noor - Fadzil Ahmad - Kazar Saisi - Ahmad Jusoh - Anak Sarawak - Pak Ngah                                                  | - Hairul Anuar Harun - Siso - Nurul Asyiqin - Raja Kobat - Nurul Asyiqin - Megamutiara - Kazar Saisi - Ahmad Jusoh - Hairul Anuar Harun - Hairul Anuar Harun                                         |
| Bekaba (1999)       | 1. Tinting 2. Ngajat Tampi 3. Panji Sumandak 4. Sapta 5. Ya Kasih 6. Si Nara 7. Joget Si Kaduk Junjung 8. Laksana Dikata 9. Sang Puteri 10. Selat Tebrau | - Pak Ngah - Rosli Selasih - Pu'ki - Manan Ngah - To'ki/Jamal Abdillah - Pak Ngah - Rosli Selasih                                                                                  | - Hairul Anuar Harun - Siso - Tok Wan - Hairul Anuar Harun - To'ki - Hairul Anuar Harun - Siso |
| Iktiraf (2000)      | 1. Iboq 2. Manira 3. Laduni 4. Malinja 5. Logamaya 6. Empat Dara 7. Dewangga 8. Kuala Mersing 9. Ya Salam 10. Joget Dondang Sayang | - Indra - Pak Ngah/Fadhil Ahmad - Anak Johor - Raja Kobat | - Indra/Siso - Ce'Kem - Ce'Kem - Raja Kobat |
| Aura (2002)         | 1. Hala Timur 2. Tandang Bermadah 3. Serampang Bugis 4. Layar Battuta 5. Berendoi 6. Putera Lantai Emas 7. Syakuntala 8. Hijrah Kencana 9. Melereng 10. Raja Alang | - Eddie Hamid - Noraniza Idris/Nawawi CD - Raja Kobat - Adnan Abu Hassan - Rosli Selasih - Indra - Anak Johor - Indra - Rosli Selasih - Rosiah Chik                                | - ND Lala - Raja Kobat/Noraniza Idris - Raja Kobat - Hairul Anuar Harun - Rosli Selasih/Noraniza Idris - Nane Surya - Hairul Anuar Harun - Adika - Sulastri Siri - Rosiah Chik                       |
| Sawo' Matang (2004) | 1. Sama Tak Serupa duet: David Arumugam Alleycats 2. Hatinya Tak Tahan 3. Di Kenang Jangan Di Sebut Jangan 4. Penawar Rindu 5. Ayuh! Jurangan 6. Rajuk Rindu 7. Dondang Di Sayang 8. Puteri Ledang 9. Zapin Beradat 10. Indung Anak Melayu 11. Antine Ora Tahan 12. Juklah! Guru Abe | - Raja Kobat - Noraniza Idris - Datuk Ibrahim Bachek - Atan Ahmad - Noraniza Idris - Noraniza Idris - Fareez Tajudin - Pak Lomak - Dhani Wahyuni - Noraniza Idris - Noraniza Idris | - Darwish/Nurul Asyikin - Siso - Datuk Ibrahim Bachek/Rosli - Atan Ahmad - Ahmad Fedtri Yahya - Nurul Asyikin - Dol Shafiq - Ahmad Fedtri Yahya/Noraniza Idris - Dol Shafiq - Siso - Muhaji - Pandak |

## Duet/Compilation Albums
| Album                   | Song | Duet Artist                                                         | Composer                                                                | Lyricist |
| ----------------------- | --- | ------------------------------------------------------------------- | ----------------------------------------------------------------------- | --- |
| Seri Balas (1999)       | 1. Hati Kama 2. Ketawa Lagi 3. Lenggang-Lenggok 4. Dondang Dendang 5. Ya Allah Ya Saidi 6. Merak Disangkar 7. Pasir Salak | - Siti Nurhaliza - Siti Nurhaliza - Siti Nurhaliza - Siti Nurhaliza | - Pak Ngah - Fadzil Ahmad - Pak Ngah - Fadzil Ahmad - Ku Zahir Ku Ahmad | - Hairul Anuar Harun - Hairul Anuar Harun/Siti Nurhaliza - Hairul Anuar Harun - Megamutiara - Nul Afdal - Nur Afdal/J. Jamal |
| Lenggok 20 Tahun (2006) | 1. Asyik Bisikan Hubah 2. Syair 3. Tandang Bermadah 4. Kisah Barat 5. Mengemis Rindu I 6. Mengemis Rindu II 7. Asmara 8. Ayuh Juragan 9. Gurindam 10. Racau Sang Khalifah 11. Dayung Sampan 12. Inginku Sandarkan Harapan 13. Debak Debuk 14. Anak Tani 15. Rindunya Setengah Mati 16. Diari Cinta 17. Mengulek 18. Si Jantung Hati 19. Arus Sejenak Bahagia 20. Air Mata 21. Bunga Kasih Terkulai Layu 22. Jangan Buat Lagi 23. Bukan Aku Di Hati Mu 24. Bulan Ditutup Awan | - Bob AF 2 - Liza Hanim                                             | - Karim / Noraniza Idris                                                | - Ahmad Fedtri Yahya |